# Arrigo Fibbi
Arrigo Fibbi (Milano, 20 ottobre 1913 – Voghera, 4 agosto 1994) è stato un calciatore italiano, di ruolo centrocampista.

## Carriera
Giocò in Serie A con il Milan. Il 7 marzo 1937 nel campionato di Serie C con la maglia della SPAL, segna 5 reti in una vittoria casalinga conseguita dai ferraresi contro il Grion Pola